# 顺堤河
顺堤河，位于中国江苏省北部，紧邻南四湖湖西大堤，是一条解决苏北堤河与湖西大堤之间洼地涝灾的一条骨干自排河道，因大体顺着湖西大堤而得名。顺堤河北起沛县东北部苏鲁边界的姚楼河东岸，东南流经沛县东部和徐州市铜山区北部，在铜山区柳新镇的张谷山附近与苏北堤河合流，至蔺家坝枢纽下注京杭大运河不牢河段。全长80公里。沿途与大沙河、沿河、鹿口河和郑集河等河流平交。